# R. 브루스 엘리엇
로버트 브루스 엘리엇(Robert Bruce Elliott, 1953년 9월 3일 ~ )은 미국의 성우 겸 배우이다.
렌턴에서 태어났다.

## 영화
- 에반게리온: 서 (2007년)
- XXX 홀릭 극장판 : 한 여름 밤의 꿈 (2005년)
- 버스트 엔젤 (2004년)
- 사무라이 7 (2004년)
- 건슬링거 걸 (2003년)
- 파인딩 노스 (1998년)
- 육체의 유혹 (1996년)
- 명탐정 코난 (1996년) - 리처드 무어 영어 더빙 역
- 시티 레인져 (1993년)
- JFK (1991년)
- 후레치 2 (1989년)